# Andrej Jaroslavič
Andrej Jaroslavič (rusky Андрей Ярославич) (asi 1222 – asi 1264) byl vladimirský velkokníže vládnoucí v letech 1249–1252 a třetí syn Jaroslava II. Vsevolodoviče.

## Rodina
Oženil se v letech 1250/51 s Ustynií, dcerou Daniela z Haliče, a měl děti:
- Vasilij
- Konstantin
- Dmitrij ze Suzdalu